# Вивье (Ардеш)
Вивье́ (фр. Viviers, окс. Vivièrs) — коммуна во Франции, находится в регионе Рона — Альпы. Департамент коммуны — Ардеш. Административный центр кантона Вивье. Округ коммуны — Прива.
Код INSEE коммуны 07346.

## Население
Население коммуны на 2008 год составляло 3867 человек.
| 1962 | 1968 | 1975 | 1982 | 1990 | 1999 | 2006 |
| ---- | ---- | ---- | ---- | ---- | ---- | ---- |
| 3336 | 3389 | 3194 | 3282 | 3407 | 3413 | 3867 |

## Экономика
В 2007 году среди 2392 человек в трудоспособном возрасте (15-64 лет) 1674 были экономически активными, 718 — неактивными (показатель активности — 70,0 %, в 1999 году было 67,2 %). Из 1674 активных работали 1443 человека (809 мужчин и 634 женщины), безработных было 231 (102 мужчины и 129 женщин). Среди 718 неактивных 190 человек были учениками или студентами, 222 — пенсионерами, 306 были неактивными по другим причинам.

## Фотогалерея

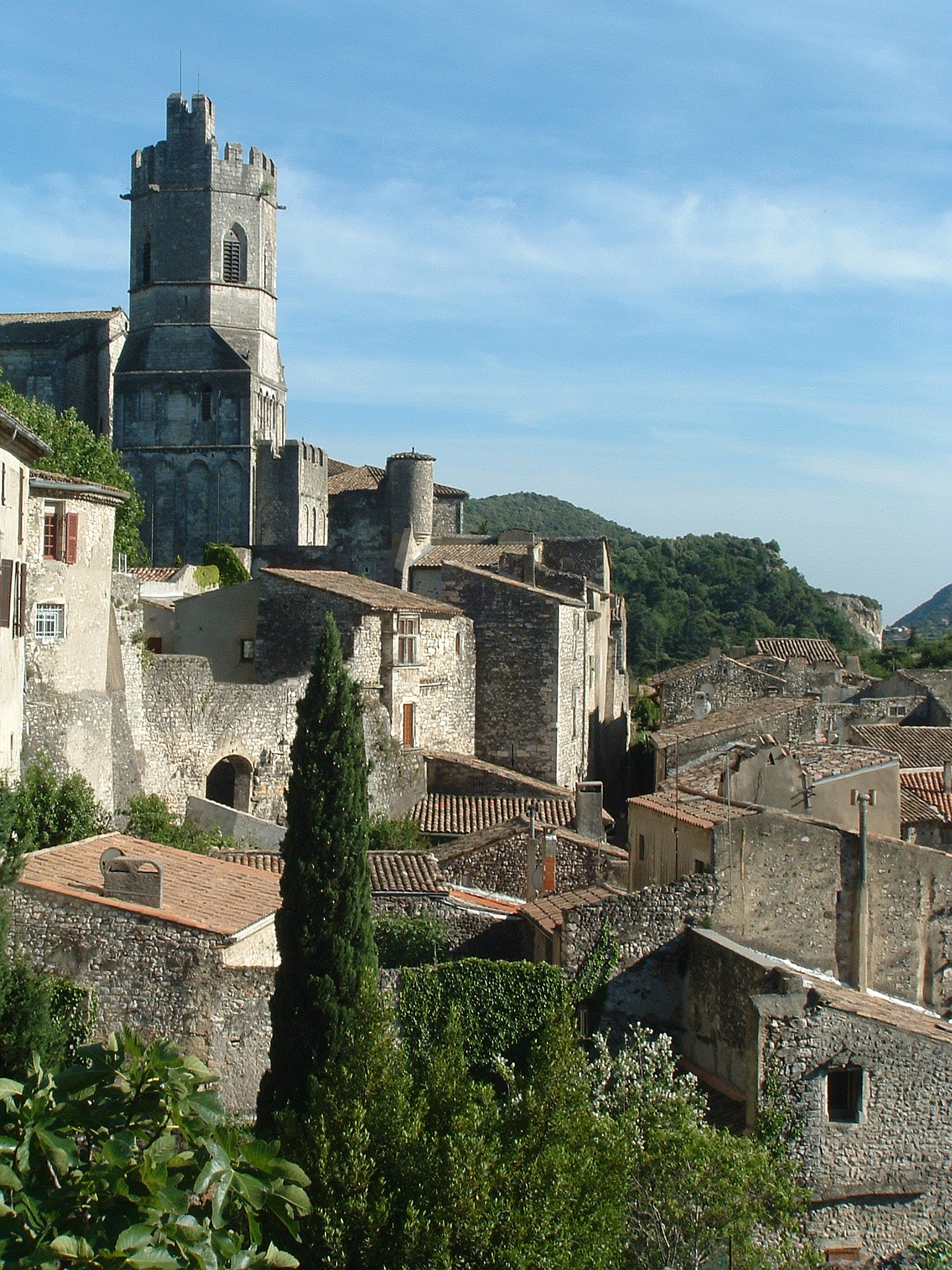
Вивье
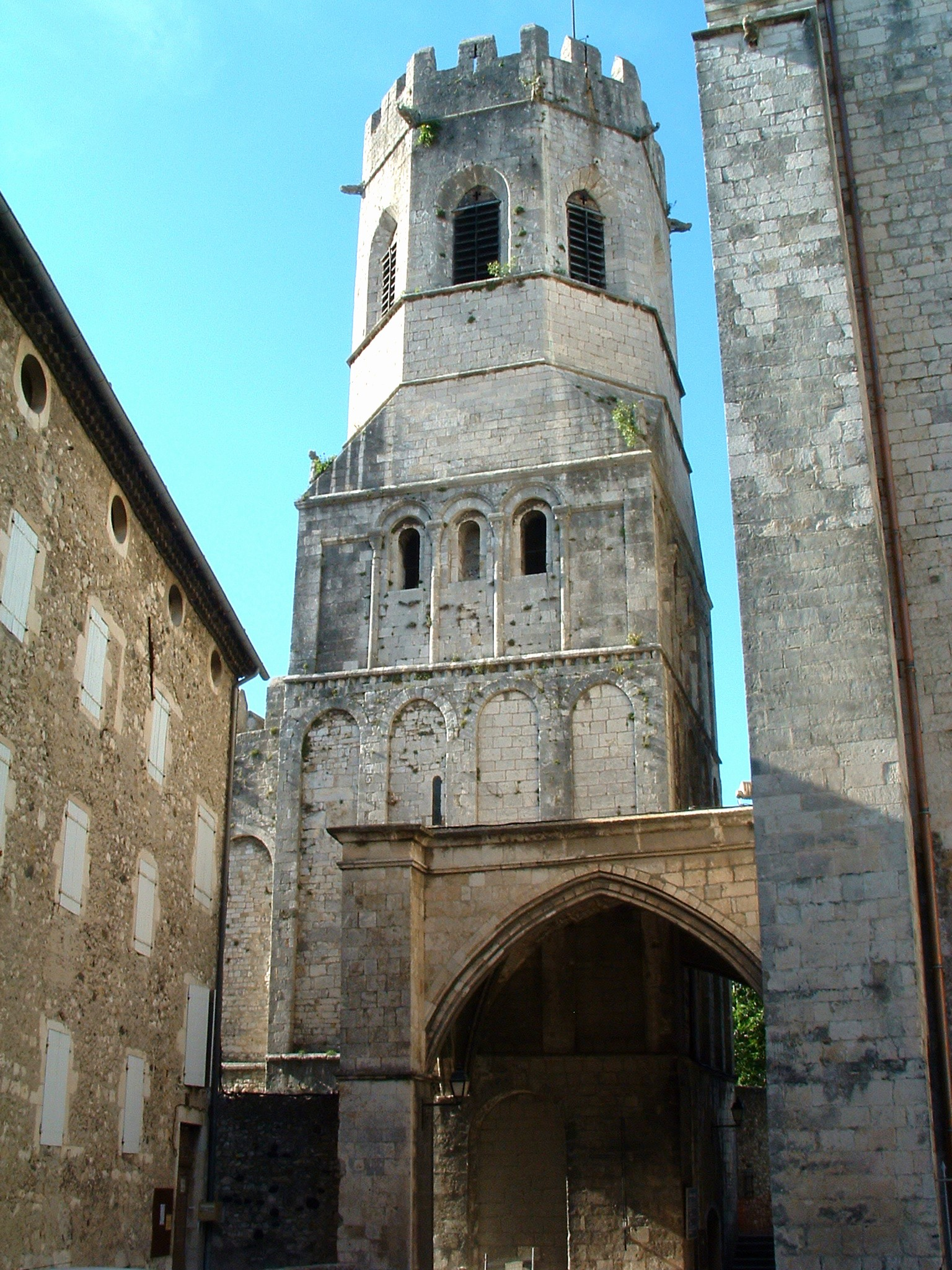
Колокольня
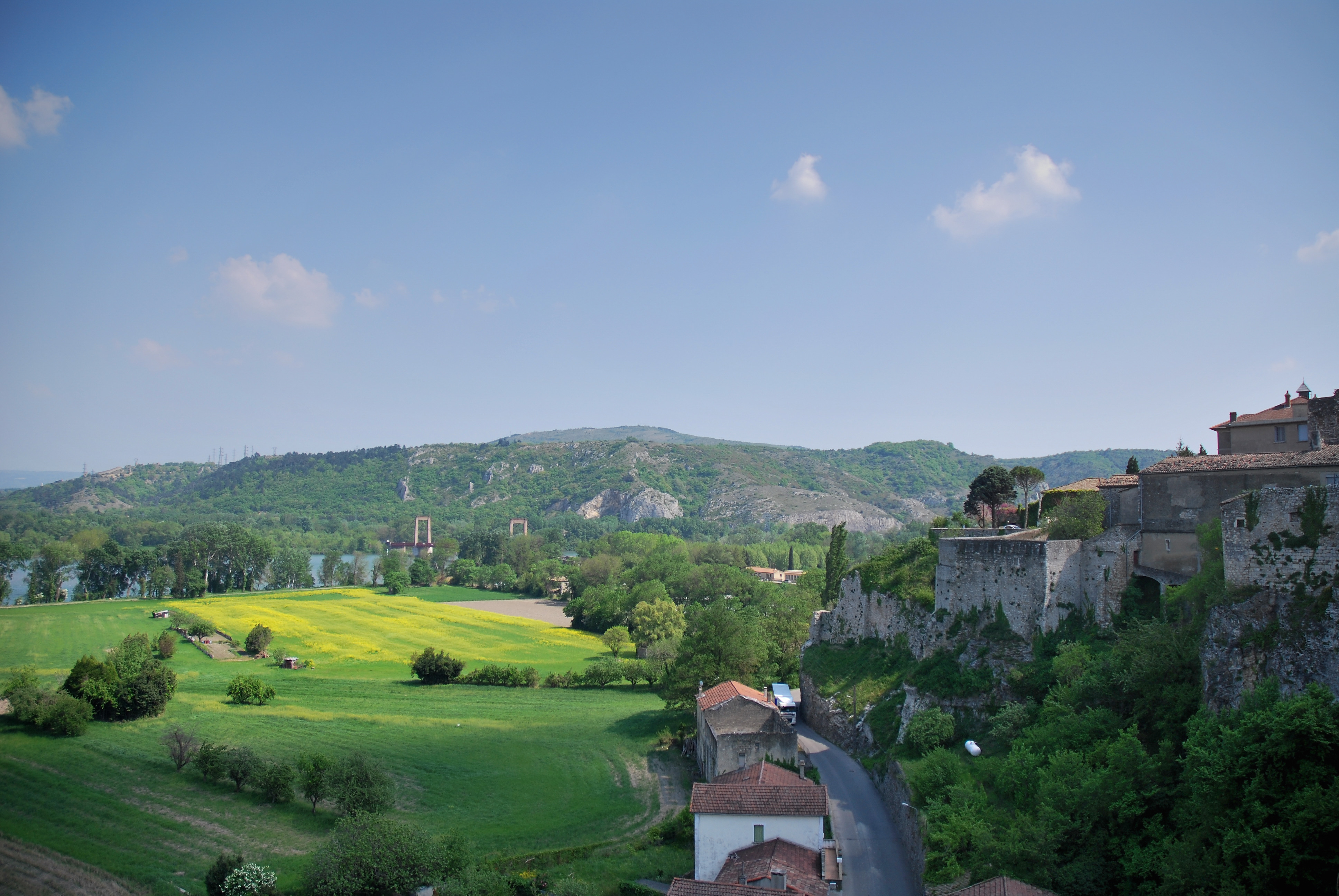
Вид на Рону
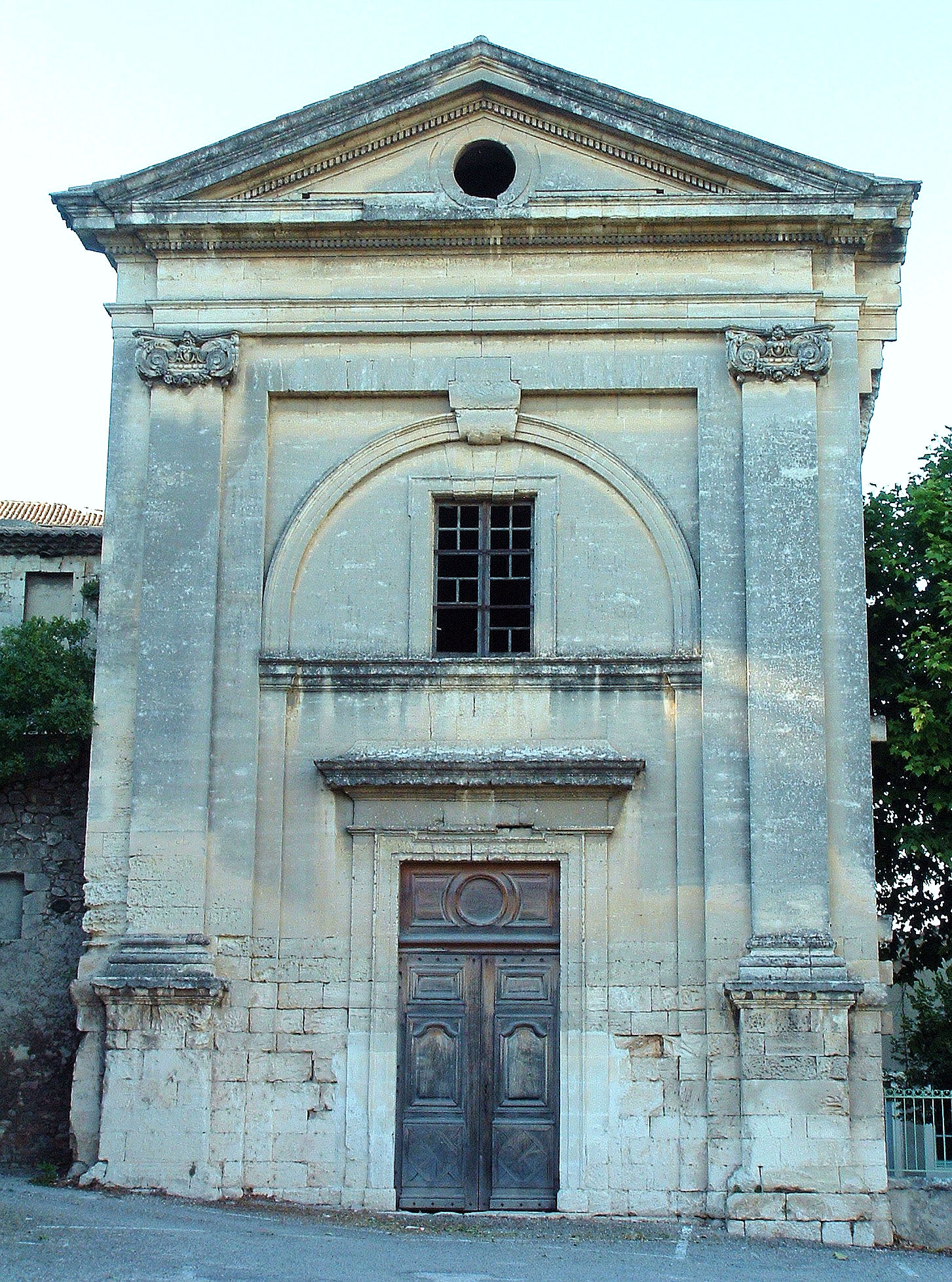
Часовня Нотр-Дам-дю-Рона